# Materiálové vědy

Hlavní oblasti materiálního výzkumu

Materiálové vědy jsou mezioborová vědecká disciplína, zabývající se výzkumem materiálů s primárním cílem vyvinout materiály nové - pevnější, odolnější či jinak kvalitnější než ty stávající, známé a užívané. Základ tvoří výzkumné postupy fyziky a chemie, aplikacím se věnuje inženýrství. Za samostatný obor jsou materiálové vědy vnímány zhruba od 40. let 20. století. V té době velké technické univerzity po celém světě vytvořily obory, katedry nebo školy pro jejich studium. Jinak ovšem vývoj a zdokonalování materiálů provází celé lidské dějiny, jsou součástí společenského vývoje. Primární materiálový výzkum se snaží popsat klíčové vlastnosti materiálů - mechanické, chemické, elektrické, tepelné, optické či magnetické. Tento výzkum souvisí s krystalografií. Aplikovaný výzkum pak souvisí s vývojem nanotechnologií, polymerů, polovodičů, kompozitů, keramiky, kovů a biomateriálů. Materiálová věda je také důležitou součástí soudního inženýrství – zkoumá materiály, výrobky, konstrukce nebo součásti konstrukcí, které selžou nebo nefungují tak, jak bylo zamýšleno, což způsobí zranění osob nebo poškození majetku (například havárie letadla).